# Pietro Di Mattei
Pietro Di Mattei (Catania, 27 aprile 1896 – Roma, 1994) è stato un chimico italiano.
Figlio di Eugenio e Maria Sciuto Patti, nacque a Catania, fu docente all'Università degli Studi di Pavia dal 1928 e alla Sapienza - Università di Roma dal 1938 al 1966, definì in farmacologia i concetti di condizionatori positivi e negativi e fu uno dei pionieri nel campo dello studio degli stupefacenti.

## Principali opere
- L'azione farmacologica degli estratti ipofisari / Pietro Di Mattei, Catania, Stab. tip. Di Mattei, 1923.

- Il campionamento e la titolazione delle vitamine nel rapporto della Conferenza internazionale di Londra (1931) / Pietro Di Mattei, Estr. da: Archivio italiano di scienze farmacologiche, n. 2, marzo-aprile 1932.

- I problemi delle vitamine al 15º Congresso internazionale di fisiologia, Leningrado-Mosca 1935 / Pietro Di Mattei, Milano, A. Milesi & Figli, 1935.

- Commemorazione del prof. Tullio Gayda letta la sera del 14 luglio 1936 / Pietro Di Mattei, Pavia, Tipografia già Cooperativa, 1936.

- Tecniche e ricerche di vitaminologia nell'Istituto di chimica fisiologica di Amsterdam (dicembre 1936) / Pietro Di Mattei, Roma, Reale Accademia d'Italia, 1938.

- L'istituto di farmacologia della r. Università di Pavia dal 1929 al 1938 / Pietro Di Mattei, Pavia, Tip. Già Cooperativa di B. Bianchi, 1938.

- Il contributo italiano al progresso della farmacologia negli ultimi cento anni / Pietro Di Mattei, Roma, Società italiana per il progresso delle scienze, 1939

- L'arricchimento artificiale degli alimenti in vitamine / Pietro Di Mattei, Roma, Società italiana per il progresso delle scienze, 1941.

- Gli allucinogeni nella società moderna : Roma, 23 giugno 1966 / relatore: Pietro Di Mattei; interventi: Umberto Chiappelli [et al.], Roma, Istituto italiano di medicina sociale, [1966?].

- Il reparto tossicologico dell'ospedale moderno / Pietro Di Mattei, Estr. da: Atti 1º Congresso sui complessi ospedalieri ed assistenziali moderni: ricerca di una metodologia di progettazione e di realizzazione in rapporto alle nuove esigenze sociali, scientifiche ed organizzative, Salsomaggiore Terme, 29-30 aprile-1 maggio 1969.

- La droga / Di Mattei, Leoni, Sciascia, Bologna, Skema, 1970.